# Lista krajów największych producentów diamentów
Poniższa lista przedstawia listę krajów według wydobycia/produkcji naturalnych diamentów opracowaną przez British Geological Survey. Nie jest to równoznaczne z ani z krajami posiadającymi największe złoża diamentów, ani z krajami największymi eksporterami diamentów.
| Państwo                       | 2010    | 2010                               | 2010                   | 2018    | 2018                               | 2018                   |
| Państwo                       | Miejsce | Wydobycie diamentów (mln. karatów) | % światowego wydobycia | Miejsce | Wydobycie diamentów (mln. karatów) | % światowego wydobycia |
| ----------------------------- | ------- | ---------------------------------- | ---------------------- | ------- | ---------------------------------- | ---------------------- |
| Rosja                         | 1       | 34,9                               | 27,0%                  | 1       | 43,2                               | 28,8%                  |
| Botswana                      | 2       | 22,0                               | 17,0%                  | 2       | 27,4                               | 18,3%                  |
| Kanada                        | 4       | 11,8                               | 9,1%                   | 3       | 23,2                               | 15,5%                  |
| Demokratyczna Republika Konga | 3       | 20,2                               | 15,6%                  | 4       | 15,1                               | 10,1%                  |
| Australia                     | 5       | 10,0                               | 7,7%                   | 5       | 14,0                               | 9,4%                   |
| Południowa Afryka             | 6       | 8,9                                | 6,9%                   | 6       | 9,9                                | 6,6%                   |
| Angola                        | 8       | 8,4                                | 6,5%                   | 7       | 8,4                                | 5,6%                   |
| Zimbabwe                      | 7       | 8,4                                | 6,5%                   | 8       | 3,3                                | 2,2%                   |
| Namibia                       | 9       | 1,5                                | 1,2%                   | 9       | 2,1                                | 1,4%                   |
| Lesotho                       | 16      | 0,1                                | 0,1%                   | 10      | 1,3                                | 0,9%                   |
| Chiny                         | 10      | 1,1                                | 0,9%                   | 22      | 0,0                                | 0,0%                   |
| świat                         |         | 129,2                              | 100,0%                 |         | 149,8                              | 100,0%                 |